# مانويل مونيوث (كاتب)
مانويل مونيوث (بالإنجليزية: Manuel Muñoz)‏ (4 مارس 1972، دينوبا في الولايات المتحدة)؛ روائي أمريكي.